# Lvcas Dope
Lvcas Dope (* 13. února 1994 Cheb; od roku 2021 vlastním jménem Lukas Çakmak) je rapper česko-tureckého původu. Založil hudební vydavatelství 44 Enterprise, stál u zrodu skupiny 420xYZO EMPIRE a labelu Milion+ Entertainment.

## Hudební kariéra
Lvcas začal jako beatmaker pod přezdívkou Cream kolem roku 2008. V roce 2012 založili společně s rappery (Yzomandias, JCKPT a Jickson) uskupení 420xYZO (později YZO Empire).
Mezi jeho první úspěchy se řadí hostování ve videoklipu „OPLVTK¥ & $V$€NK¥“ nebo na EP Pod Vlivem. Roku 2013 přispěl k vytvoření desky Yzotape. V roce 2016 vydal své debutové album, 9EVET. Podílel se také na albu Milion+ Paradise. V roce 2017 vydal ve spolupráci s dalšími českými a slovenskými rappery mnoho úspěšných skladeb, například „Holly Molly“ (spolupráce Yzomandias), „Sny a Noční Můry“ (spolupráce Yzomandias & Nik Tendo), „Jaguare“ (spolupráce 6ix9ine & Haha Crew) nebo „Runway“ (spolupráce Ego & Paulie Garand).
Na přelomu let 2017 a 2018 se Lvcas rozhodl opustit Milion+ Entertainment. V srpnu 2018 vydal singl Real Hustleři Nespí. V říjnu téhož roku vydal společně s DJ Wichem album Diamant, které obsahovalo hity jako např. „Cesta“, „Lítat“ nebo „Prázdno“. Jeho další album nese název F4R4ON, kde se na jedné ze skladeb podílel například Ben Cristovao společně s Egem.
Koncem roku 2020 vydal nový projekt – mixtape $H0WT1M€, který obsahuje skladby jako např.„100 000“, „Dolce Gabbana“ nebo „Zpět“. Poslední hudební projekt, který poodhalil tajemství okolo jeho národnosti, nese název BENİM, kde se ze známějších jmen objevil například Kali.
V létě roku 2022 spatřily světlo tři tracky z chystaného EP s názvem #420EP: "Války", "Bomba" a "Neznáme Stres". Poslední zmíněná skladba se stala okamžitým hitem, a na Spotify zaznamenala dohromady přes více než 2 miliony poslechů. Lvcas také oznámil, že celé EP vyjde v létě v roce 2024.
Ke konci roku 2023 představil dvojsingl "Timeless Emotions".
V březnu roku 2024 představil EP "DEFINICE RAPU", kde umělec navazuje na své kořeny v tvrdém rapu, které proslavilo Yzo Empire (dnešní Milion+ Entertainment). Toto EP reflektuje jeho návrat k původnímu stylu a poskytuje posluchačům autentický zážitek z tvrdého rapového zvuku.

### Labely a skupiny
Následuje výčet skupin a vydavatelství, jejichž členem Lvcas Dope byl nebo i stále je.
- 420xYZO (YZO Empire) (spoluzakladatel)
- Milion+ (spoluzakladatel)
- HRMTCS (spoluzakladatel)
- JUSTiCE 44 (zakladatel)
- 44 Enterprise (zakladatel)

## Diskografie

### Sólové hudební projekty
- 9EVET (9.9.2016) [LP]
- Diamant (17.10.2018) [LP]
- F4R4ON (9.9.2019) [LP]
- $H0WT1M€ (4.12.2020) [Mixtape]
- BENİM (26.2.2021) [LP]
- Timeless Emotions (23.9.2023) [EP]
- XXXX (XX.XX.XXX) [LP]

### Společné projekty
- Milion+ Paradise (21.3.2016) [Milion Plus, LP]
- Mixtape1 (8.1.2017) [Justice44, Mixtape]
- Ledová Cesta (22.1.2018) [Justice44, LP]
- MILION (14.2.2018) [w/ Robis, Mixtape]
- VI (6.6.2018) [w/ Robis, EP]
- Definice Rapu (24.3 2024) [w/ Rey, EP]

### Spolupráce
- Pod vlivem (2012, Jackpot & [[Yzomandias] ) [Krystal, Skit]
- Yzotape (2013, Yzomandias & Jickson ) [Natáhni Ten Shit, Yzofest, Nechaj Ho]
- Mazafaka Mixtape (2013, White Russian) [Heavy Weight, Pacman]
- R.A.P. (2013, CBCH) [Trosečník, Pretty Gádže]
- Noční Podnik (2014, Jackpot) [Fokin Čízz]
- Starship : Oblivion (2014, Lofty305, Yzomandias [Blázen, B.R.T.]
- Hráč Roku vol.3 (2014, Yzomandias ) [Starej Se O Sebe]
- Yzomandias (2015, Yzomandias ) [Gauč Lock]
- Milion+ Paradise (2016) [Milion+ Remix, Yakomi]
- Origami (2016, Jickson) [Haštěrica, Origami]
- Zhora vypadá všechno líp (2017, Yzomandias ) [Holly Molly]
- 666 (2017, Karlo) [Joystick]
- Block Music (2017, Serega) [3 Gramy]
- Precedens (2017, Ego) [Runway + Paulie Garand]
- Mama Neviem Kedy Pridem Domov (2017, Samey) [Co Ty O Tom Vieš Freestyle]
- Siluety Duše (2018, Dokkeytino) [Cash Loot + Radikal Chef]
- Hoodsheiqh (2018, Robis) [Stackin']
- Exit (2018, Mooza) [Lucidní Snění]
- HS3 (2019, Hugo Kafumbi) [Každé Ráno]
- Sérum (2019, Justin Case)
- Babička Cooking (2019, Hugo Kafumbi) [Aha]
- Franto II (2020, Franto) [Málo]
- Ryder(2021, Majself)
- Žijeme Rap (2022, Rey)
- Bezo mňa (2022, Šorty)
- Odmena (2023, Puerto, Majself,Šorty)
- Yzomandias Remaster (2023, Yzomandias) [Gauč Lock]
- Definice Rapu (2024, Rey)
- White fire (2024, Burian)

### Singly
- Dope (2012)
- Oplatky & Sušenky (2012, w/ Yzomandias, Jickson)
- Pretty Gádže (2013) [w/ YZO Empire, Social Gang, Barber]
- Ballin (2013)
- Zmrd Chcípne (2013, z Mazafaka Mixtapu)
- Kush & Tea (2013)
- Fuck Swag pt. II (2013, w/ Yzomandias, Samey, Gumbgu)
- Capslock (2014)
- TYPÍČE Freestyle (2014)
- Cannabis (2015)
- Enzo (2015, w/ Yzomandias, Rida Radar)
- Ambiente (2016)
- Jaguáre (2017, w/ Dalyb, 6ix9ine, Zayo)
- Pay Out (2017)
- Sny & Noční Můry (2017, w/ Yzomandias, Nik Tendo)
- 4 (2018, Konex)
- Hula Hoop (2018, Amco)
- Mount Everest (2018, w/ Viktor Sheen, Jickson, Mooza, Hugo Kafumbi)
- Real Hustleři Nespí (2018)
- Milion (2018, w/ Ekoo)
- ADIOS (2019)
- Ukřivděný (2019)
- Není Pozdě (2019)
- 340 Koní (2019, w/ Digit)
- Za Nás (2019)
- 2020 (2020)
- Za 2 Dny 20G (2020)
- Ty Víš (2020)
- Já & Moje (2020)
- Brazílie (2020)
- Hot 16 Challenge (2020)
- Dinarah (2021)
- Války (2022)
- Bomba (2022)
- Neznáme Stres (2022)
- Luciano (2023), w/Samuraj Pítr, Robis
- Mír (2023), w/Michal Seps
- Timeless (2023)
- Emoce evokujeme (2023)
- Definice Rapu (2024) w/ Rey
- Demolice (2024) w/Rey
- Limit (2024) w/ Rey
- Qvalita (2024) w/ Rey